# Piotr Pomorski
Piotr Pomorski (ur. 23 sierpnia 1968) – polski piłkarz występujący na pozycji napastnika.

## Życiorys
Na początku 1990 roku przeszedł z Włókniarza Aleksandrów Łódzki do Śląska Wrocław. W I lidze zadebiutował 3 marca w przegranym 0:1 meczu z Zawiszą Bydgoszcz. 16 maja 1990 zdobył pierwszą i jedyną bramkę na poziomie I ligi, w przegranym 1:2 spotkaniu z Zagłębiem Lubin. W sierpniu 1991 roku przeszedł do Ślęzy Wrocław, gdzie grał do końca sezonu 1991/1992; następnie wrócił do Śląska. W październiku 1992 roku został zawodnikiem Petrochemii Płock.  W 1994 roku awansował z tym klubem do I ligi, w której rozegrał w jego barwach w sezonie 1994/1995 jedenaście spotkań. Ogółem w Śląsku i Petrochemii wystąpił w 43 meczach I ligi. W 1995 roku spadł z klubem do II ligi. W 1995 roku przeszedł do Okocimskiego Brzesko, gdzie grał przez dwa lata. Następnie przez pół roku reprezentował barwy RKS Radomsko, a w styczniu 1998 roku został zwolniony na wolny transfer. W sezonie 1998/1999 występował we Włókniarzu Konstantynów Łódzki, a w 2000 roku grał we Włókniarzu Pabianice.

## Statystyki ligowe
| Sezon         | Klub              | Liga    | Mecze | Gole |
| ------------- | ----------------- | ------- | ----- | ---- |
| 1989/1990 (w) | Śląsk Wrocław     | I liga  | 14    | 1    |
| 1990/1991     | Śląsk Wrocław     | I liga  | 13    | 0    |
| 1991/1992 (j) | Śląsk Wrocław     | I liga  | 1     | 0    |
| 1991/1992     | Ślęza Wrocław     | II liga | 20    | 2    |
| 1992/1993 (j) | Śląsk Wrocław     | I liga  | 4     | 0    |
| 1992/1993     | Petrochemia Płock | II liga | 21    | 4    |
| 1993/1994     | Petrochemia Płock | II liga | 32    | 7    |
| 1994/1995     | Petrochemia Płock | I liga  | 11    | 0    |
| 1995/1996     | Okocimski Brzesko | II liga | 24    | 6    |
| 1996/1997     | Okocimski Brzesko | II liga | 29    | 7    |
| 1997/1998     | RKS Radomsko      | II liga | 7     | 0    |